# 그랜트 퓨어
그랜트 스콧 퓨어(영어: Grant Scott Fuhr, 1962년 9월 28일~)는 캐나다의 아이스하키 선수, 지도자로 포지션은 골텐더이다. 1980년대에 내셔널 하키 리그(NHL)의 에드먼턴 오일러스의 골텐더로 활동하면서 스탠리 컵 5회 우승을 달성했고 NHL 올스타에 6회 선정되었다. 또한 캐나다 대표팀의 일원으로 세계 선수권 대회에서 1회 준우승 캐나다컵 2회 우승을 달성했다. 현역 은퇴 후 아이스하키 지도자가 되었고 애리조나 카이오티스의 골텐더 코치로 활동했다.
2003년에 하키 명예의 전당에 헌액되었으며 현역 시절 사용한 등번호 31번은 에드먼턴 오일러스의 영구 결번으로 지정되었다. 이후 2017년 "위대한 NHL 선수 100인" 중 한 사람으로 선정되었다.